# Unocal Corporation
Unocal Corporation est un groupe pétrolier américain dont le siège était à El Segundo en Californie. Il a été fondé en 1890 sous le nom d'Union Oil Company of California. La firme était également connue sous le nom de Unocal 76.
Union 76, une chaine de stations-service, a été revendue en 1997 à Tosco Corporation, devenue ConocoPhillips.

## Controverses
En avril 2005, le groupe fait l'objet d'une offre de reprise par l'entreprise américaine ChevronTexaco puis, en juin, du pétrolier chinois China National Offshore Oil Corporation (CNOOC). Malgré une offre de 18,5 milliards de dollars, supérieure à celle de ChevronTexaco, Unocal donne son accord à son compatriote le 19 juillet 2005.
La fusion a été le résultat de protectionnisme : CNOOC a dû renoncer à la suite du débat politique autour de la prise de contrôle d’un groupe énergétique américain par une firme chinoise, George W. Bush ayant invoqué la sécurité nationale pour rejeter le pétrolier chinois.
En Birmanie, Unocal fut initialement associé à l'entreprise française Total pour la construction d'un gazoduc. Sous la pression de plusieurs groupes américains de défense des droits de l'homme, Unocal s'est retiré du projet.

## Dans la culture populaire
L'entreprise Union Oil est mentionnée à plusieurs reprises dans le film sorti en 2007 There Will Be Blood.